# Strawberry Lipstick
"Strawberry Lipstick" é uma canção do cantor britânico Yungblud, gravada para seu segundo álbum de estúdio, Weird! (2020). Foi escrita por Josh McClorey, Yungblud e Chris Greatti, sendo produzida pelos últimos dois com Zakk Cervini. Foi lançada pela Locomotion Recordings e Interscope Records como segundo single do álbum em 16 de julho de 2020.

## Antecedentes
Em 7 de julho de 2020, Dom anunciou o single com a capa e a data de lançamento. Dom revelou mais tarde em um tweet que o cachorro ao seu lado na capa era chamado de "Cannoli".

## Videoclipe
O videoclipe foi dirigido por Christian Breslauer e lançado em 16 de julho de 2020.